# Општина Добје
Општина Добје (словен. Dobje) је једна од општина Савињске регије у држави Словенији. Седиште општине је насеље Добје при Планини.

## Природне одлике
Рељеф: Општина Добје налази се у југоисточном делу Словеније. Општина обухвата северни део брежуљкасте области Козјанско.
Клима: У општини влада умерено континентална клима.
Воде: У општини има само малих водотока локалног значаја.

## Становништво
Општина Добје је средње густо насељена.

## Насеља општине
| - Брезје при Добјем - Вечје Брдо - Горица при Добјем - Добје при Планини - Заврше при Добјем - Језерце при Добјем - Лажише | - Пресечно - Равно - Репуш - Слатина при Добјем - Сухо - Шкарнице |  |